# Domovoi

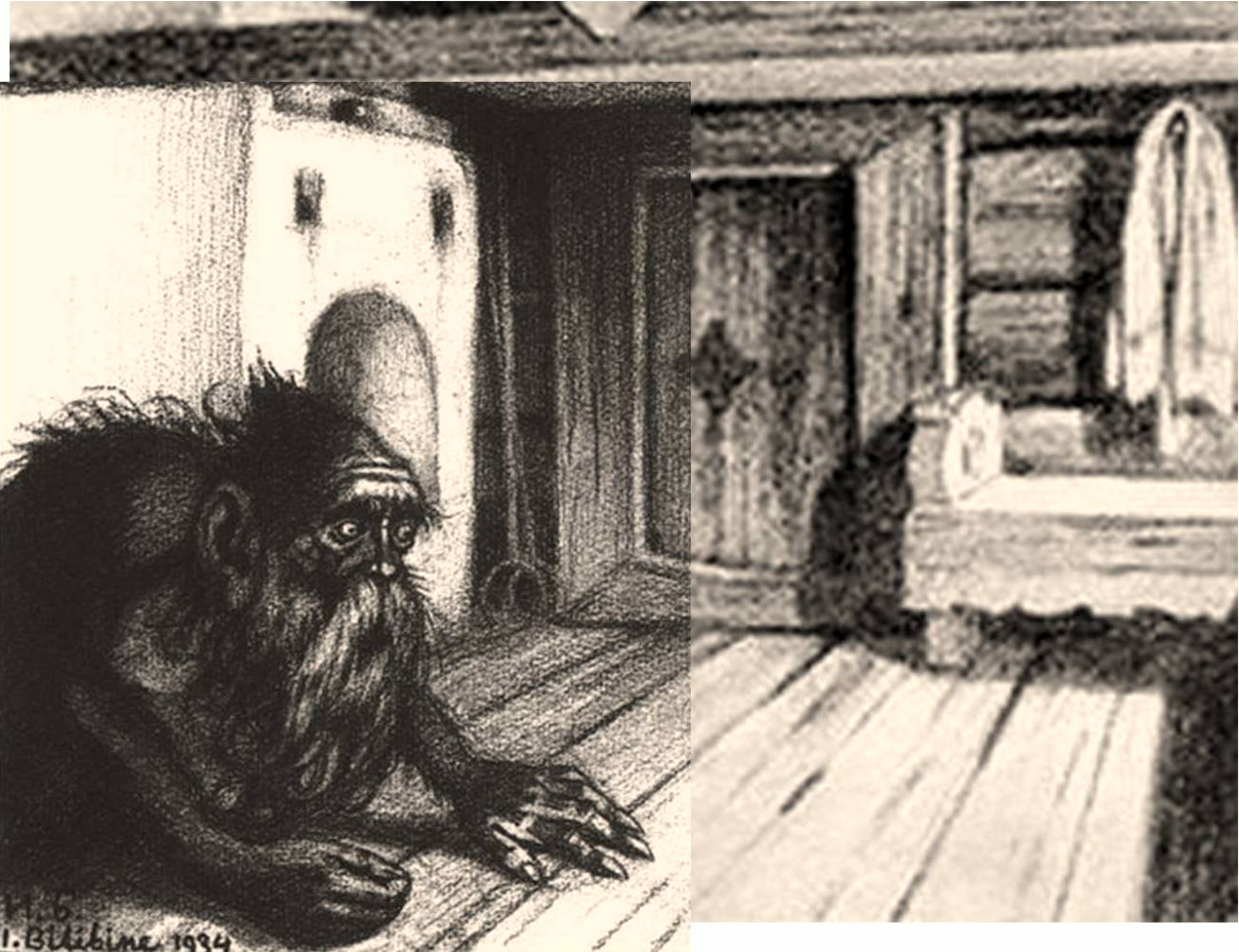
Domovoi

În mitologia rusă, Domovoi este un spirit al casei, având înfățișarea unui omuleț, a unui pitic bătrân. Se spune că există un domovoi în fiecare casă, și că aceștia ar fi fost cândva ființe malefice, care trăind printre oameni au devenit prietenoase. Spiritele domovoi fac tot felul de șarlatanii și de pagube în casele oamenilor, îi gâdilă pe aceștia când dorm, bat în pereți, aruncă cu obiecte, în special cu farfurii. Aceste spirite pot lua și alte forme decât cea umană: se pot transforma în pisică, în câine, în șobolan sau în șarpe. Ele se aseamănă foarte mult cu spiritele scoțiene numite brownie și cu spiritele poltergeist, diferențiindu-se de acestea din urmă, prin faptul că nu sunt malefice, nu au intenții rele, ci sunt glumețe, prietenoase și puse pe șotii.